# Parque nacional Cueva de las Maravillas
El Parque Nacional Cueva de las Maravillas es un área protegida en la parte oriental de la isla de Santo Domingo específicamente en el país caribeño de República Dominicana. Recibe su nombre por la Cueva de las Maravillas (hasta 1949 llamada Cueva Jagual) conocida por sus pinturas antiguas realizadas por los aborígenes tainos. 
Área del parque 
Se ubica en la provincia de San Pedro de Macoris, en la vía desde esta ciudad hacia La Romana, cerca de los Ríos Soco y Cumayasa. Tiene 800 metros de extensión y se encuentra a 25 metros bajo tierra. Posee una superficie de 4,5 kilómetros cuadrados y fue declarado parque nacional el 22 de julio de 1997.
Dentro de la cueva se puede apreciar alrededor de 500 pinturas en las paredes y grabados donde predominan el color negro y el rojo, hechas por los tainos, antiguos habitantes de la isla ya extintos.
Según informaciones, la misma cuenta con 10 petroglifos, es decir, grabados sobre la roca,  y 472 pictografías, o sea,  pinturas sobre las paredes.  De estas 472 pictografías 144 fueron catalogadas como enigmáticas o abstractas  y 69 de caprichosas agrupaciones de puntos. Además  se pueden apreciar 135 pictografías con rostro humano, 18 de animal, 41 de forma humana y animal, 18 geométricas y 38 geométricas y humana.
Los atractivos que ofrece la maravillosa caverna son:  la  Galería Pictográfica, El Espejo de Agua, que consiste en un lago artificial que refleja como un espejo la parte de arriba de la cueva  y El Gran Panel, en esta última se puede apreciar una pintura rupestre creada por los taínos,  la cual representa un ritual fúnebre, entre otros.
La cueva se abre en roca caliza arrecifal perteneciente a la unidad geomorfológico conocida como Llano Costero Sur oriental. 
En el 1926 era llamada Cueva Jagual, y en el 1949 el profesor Francisco Richiez Acevedo le asignó el nombre de Cueva de las maravillas por la hermosura que revelaba en su interior y todo lo que los visitantes podrían imaginar al observar las figuras creadas por las estalactitas y estalagmitas, así como por su gran diversidad de pictografías.